# Días malditos
Días malditos (Окаянные дни, Okayánnye dni) es un libro escrito por el ganador del premio Nobel Iván Bunin, compuestos por diarios y notas que escribió en Moscú y Odesa entre 1918 y 1920.
Algunos fragmentos fueron publicados en 1925-1926 por el periódico ruso Vozrozhdenie de París. En su versión completa, Días malditos aparece en el volumen X de La obra completa de Bunin (1936), publicado por la editorial del exilio ruso Petrópolis (en ruso, Петрополисъ) que tuvo su sede en Berlin entre los años 1920 y 1939.
En la Unión Soviética, el libro permaneció prohibido hasta finales de los años ochenta. Partes de él se incluyeron en la edición de Moscú 1988 de La obra completa de Bunin (Vol. VI). Después del colapso de la Unión Soviética, Días malditos se convirtió inmensamente popular en la patria del autor. 